# Swydoweć (przystanek kolejowy)
Swydoweć (ukr. Свидовець) – przystanek kolejowy w miejscowości Jasina, w rejonie rachowskim, w obwodzie zakarpackim, na Ukrainie. Położony jest na linii Delatyn – Diłowe.

## Historia
Przystanek istniał przed II wojną światową. W okresie przynależności do Czechosłowacji nosił nazwę Kevelov.